# Badische Industrie- und Handelskammer
Die Badische Industrie- und Handelskammer war zwischen 1933 und 1935 eine kurzlebige Industrie- und Handelskammer (IHK) mit Sitz in Karlsruhe.
Nach der Machtergreifung der Nationalsozialisten 1933 wurden die bisherigen neun Industrie- und Handelskammern in der Republik Baden (Freiburg, Heidelberg, Karlsruhe, Konstanz, Lahr, Mannheim, Pforzheim, Schopfheim und Villingen) zum 1. Juli 1933 aufgelöst. Aufgaben und Vermögen gingen an die neu gegründete Badische Industrie- und Handelskammer über, die die zentralisierte IHK für das Land Baden bilden sollte. Organisatorisch war der Kern der neuen Kammer die bisherige Industrie- und Handelskammer Karlsruhe. Allerdings wurde diese gleichgeschaltet: Die Selbstverwaltung der Wirtschaft wurde beseitigt, die Kammer nach dem Führerprinzip organisiert. In sechs der bisherigen Kammern (Mannheim, Karlsruhe, Pforzheim, Freiburg, Schopfheim und Konstanz) wurden Außenstellen der Badischen Industrie- und Handelskammer errichtet.
Die neue Organisation wurde bereits zwei Jahre später am 5. März 1935 wieder aufgelöst. Als Nachfolgeinstitutionen wurden die IHK Mannheim, Karlsruhe, Pforzheim und Freiburg wieder eingerichtet. Auch dieses Struktur endete 1942 mit der Zusammenfassung der IHKs gemeinsam mit den Handwerkskammern zur Gauwirtschaftskammer Oberrhein.